# Lygromma chamberlini
Lygromma chamberlini är en spindelart som beskrevs av Willis J. Gertsch 1941. Lygromma chamberlini ingår i släktet Lygromma och familjen Prodidomidae. Inga underarter finns listade i Catalogue of Life.